# Yōsuke Ishibitsu
Yōsuke Ishibitsu (石櫃 洋祐?, Ishibitsu Yōsuke; Settsu, 23 luglio 1983) è un ex calciatore giapponese, di ruolo difensore.

## Carriera

### Club
Nel 2006 debutta con il Vissel Kobe, squadra in cui militò sino al 2011. Dal 2012 al 2013 milita nel Nagoya Grampus, mentre dal gennaio 2014 è in forze al Kyoto Sanga.